# Schloss Taufkirchen (Falkenberg)

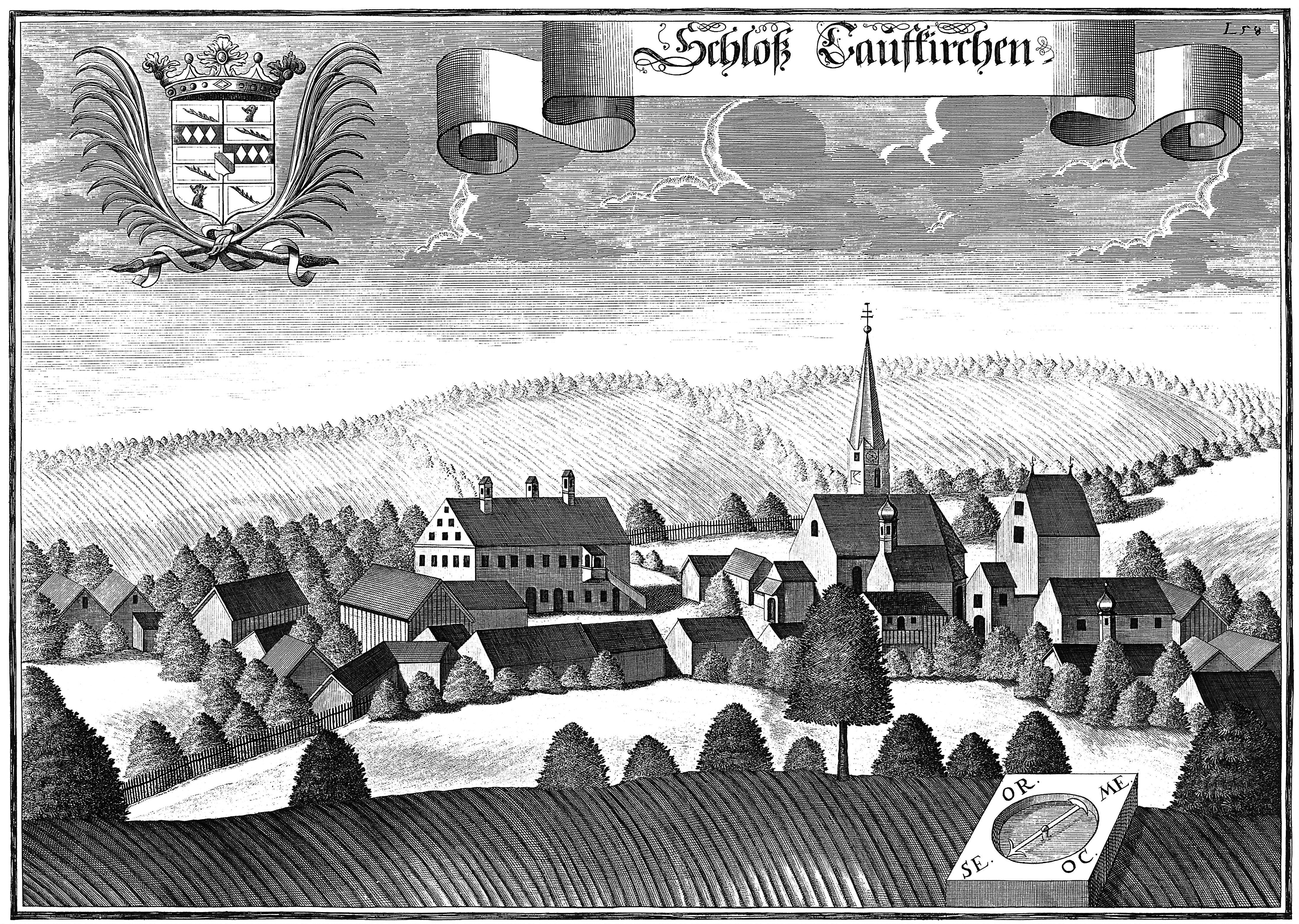
Schloss Taufkirchen (Falkenberg) nach einem Stich von Michael Wening von 1721

Das Schloss Taufkirchen befand sich im Ortsteil Taufkirchen (früher Taufkirchen an der Mertsee) der Gemeinde Falkenberg im niederbayerischen Landkreis Rottal-Inn (Falkenberger Straße 1).

## Geschichte
An diesem Ort sind Taufkircher als miles (= Ritter) nachweisbar. Um 1300 wird ein dominus Peter von Taufkirchen genannt, 1349 die Brüder Matheus, Philipp und Peter. 1359 werden als Swäger des Peter und Matheus ein Ritter Zareis und die Fraunberger von dem Hag genannt. 1378 ist Arnulf Fraunberger zu Taufkirchen an der Mertsee belegt. 1435 wird Ott Rüther (Reither, Reuther) als herzoglicher Lehensträger von Hof und Taverne zu Taufkirchen angeführt. Auf ihn folgt 1435 sein Sohn Hans. Dieser Hanns Ruether ist als Richter an der Rott mehrmals belegt. Danach werden hier die Lengfelder ansässig. Oswald Lengfelder wird 1446 als Vetter des Hanns Ruther zu Taufkirchen genannt, 1474 noch einmal als Oswold Lengfelder der Vetter des Andre Rüether. Die Gült aus Sitz und Hof zu Taufkirchen kam auf dem Erbweg von Hanns Ruether an die Geschwister Hanns und Barbara Zeller (verehelichte Ochsenberger) bzw. an die Tochter der Barbara Elspet (verehelichte Reykerin). Ebenfalls erfolgte 1482 auf dem Erbweg der Übergang von den Lengfeldern an den Hanns Mülbanger, Stiefvater des Hanns Zeller zu Zell im Gericht Schärding. 1504 wird dieser auf Taufkirchen immatrikuliert.
Nach diesem sind zwei Gruppen von Erben vorhanden: die erste besteht ab 1510 aus Georg Prunhuber, Wolfgang und Margarete Gäblkofen und Florian Zärtl. Die zweite tritt um ca. 1542 auf und umfasst Christoph Zertl und Christoph Zeller. Die Schwester des Zellers heiratete in die Familie Hohenecker, die Tochter des Zellers in die Familie Retschan. 1583 gehört Taufkirchen zur Hälfte dem Christoph Abraham Retschan, zur Hälfte den Hoheneckern. Von Valentin Hohenecker ging der Besitz an seine Schwester Susanna, verehelichte Tattenbach zu Hausbach, Falkenberg und Rudolfing. Gottfried von Tattenbach vermählte sich ca. 1613 mit Sara Sophie von Hohenegg; eine Hoheneckerin heiratete 1614 in die Familie von Pienzenau ein. 1615 sind hier Hanns Friedrich von Pienzenau und Gotthard Tattenbach nachgewiesen. 1625 ist noch (vermutlich als weiterer Erbe) ein Johann Staudinger von Türkenfeld zu Hekkershofen immatrikuliert. 1635 ging der Besitz auf dem Kaufweg von den Herren von Tattenbach an Johann Gottfried Freiherr von Tattenbach zu Eberschwang. Am 3. Oktober 1821 starb der letzte aus der Familie der Tattenbach, Heinrich Graf von Rheinstein-Tattenbach, und Taufkirchen kam auf dem Erbweg in den Besitz des Grafen Arco-Valley zu Aurolzmünster. Unter den Grafen Arco wurden die Hofmarken Falkenberg, Hofau, Kirchberg, Sallach, Taufkirchen und der Sitz Griesberg im Patrimonialgericht Sallach zusammengefasst. Taufkirchen gehörte zum Gericht Eggenfelden. 1818 war Taufkirchen eine eigenständige Gemeinde des Landgerichtes.
In der Gruft der Pfarrkirche St. Laurentius von Falkenberg sind einige Ritter von Tattenbach in metallenen Särgen begraben.

## Schloss Taufkirchen einst und jetzt
Nach dem Stich von Michael Wening von 1721 war das Schloss Taufkirchen ein schmuckloser, zweigeschossiger und mit einem Satteldach gedeckter Bau. Die Längsseite besaß etwa zehn, die Schmalseite fünf Fensterachsen. Um das Schloss sind im Rechteck einige Wirtschaftsgebäude gruppiert. Unweit davon liegt die Pfarrkirche Mariä Himmelfahrt.
Das Schloss Taufkirchen ist danach in dem Pfarrhof der Kirche Mariä Himmelfahrt von Falkenberg aufgegangen. Dieser ist weiterhin ein zweigeschossiger Massivbau mit einem Satteldach, der im Kern aus der Zeit um 1720 stammt.